# Rolando Ramos Muñoz
Rolando Ramos Muñoz fue un militar, diplomático y político chileno, que se desempeñó como ministro de Estado de su país, durante la dictadura militar del general Augusto Pinochet entre 1980 y 1982.
Alcanzó el rango de general de brigada en el Ejército de Chile. Durante el régimen de Pinochet, ocupó los cargos de director de la Empresa Nacional de Telecomunicaciones (Enel) en 1978, gerente general de la empresa estatal Corporación de Fomento de la Producción (Corfo) entre 1977 y 1979, y vicepresidente de la Empresa Nacional del Petróleo (Enap) en 1979. El 1 de agosto de ese año, fue nombrado como vicepresidente ejecutivo de Corfo, sucediendo al general Luis Danús Covián, y cesando en sus funciones el 28 de diciembre de 1980, siendo reemplazado por el también general de brigada Renato Varela Correa, quien previamente ejerció como gerente de empresas del organismo. Al día siguiente, fue nombrado como titular del Ministerio de Economía, Fomento y Reconstrucción, labor que ejerció hasta el 22 de abril de 1982.
De manera posterior, en enero de 1986, fue designado embajador de Chile en Suiza, misión diplomática que dejó dos meses después, retornando al país para el 1 de mayo, asumir como presidente ejecutivo de la cuprífera Corporación Nacional del Cobre (Codelco); se mantuvo en el cargo hasta el 30 de diciembre del mismo año.